# 小値賀空港
小値賀空港（おぢかくうこう、英：Ojika Airport）は、長崎県北松浦郡小値賀町の小値賀島にある地方管理空港である。定期便は運航されていない。

## 概要
海岸に沿って一部を埋め立てて作られた空港で、1985年12月に開港。同種の空港としては比較的安価な建設費で作られた空港である。
管制業務は福岡空港から遠隔で行われている「リモート空港」である。
オリエンタルエアブリッジがBN-2 アイランダーにて福岡空港と長崎空港に就航していたが、船便との競合もあって、福岡空港便が2004年3月、長崎空港便が2006年3月をもって休止となったのち、定期便の就航は無くなっている。ただし、現在も職員を配置し、自家用飛行機の受け入れや、救急患者のヘリコプター移送のために運用されている。
2006年8月以降、長崎県と関係自治体により存続、廃止の議論が行われている。廃止し跡地を有効利用する案や、滑走路を維持し災害時のライフラインとして活用する案などがある。

### 利用実績

#### 2005年度（定期航空路の休止前）
着陸回数：677回　乗降客数：3104人

#### 2018年度
着陸回数：139回　乗降客数：0人

## アクセス
- 小値賀交通の路線バスが島の中心部とを結んでいたが、休港時に空港入口停留所発着に路線を短縮し乗り入れなくなった。空港入口停留所から空港までは徒歩で約15分。

## ギャラリー

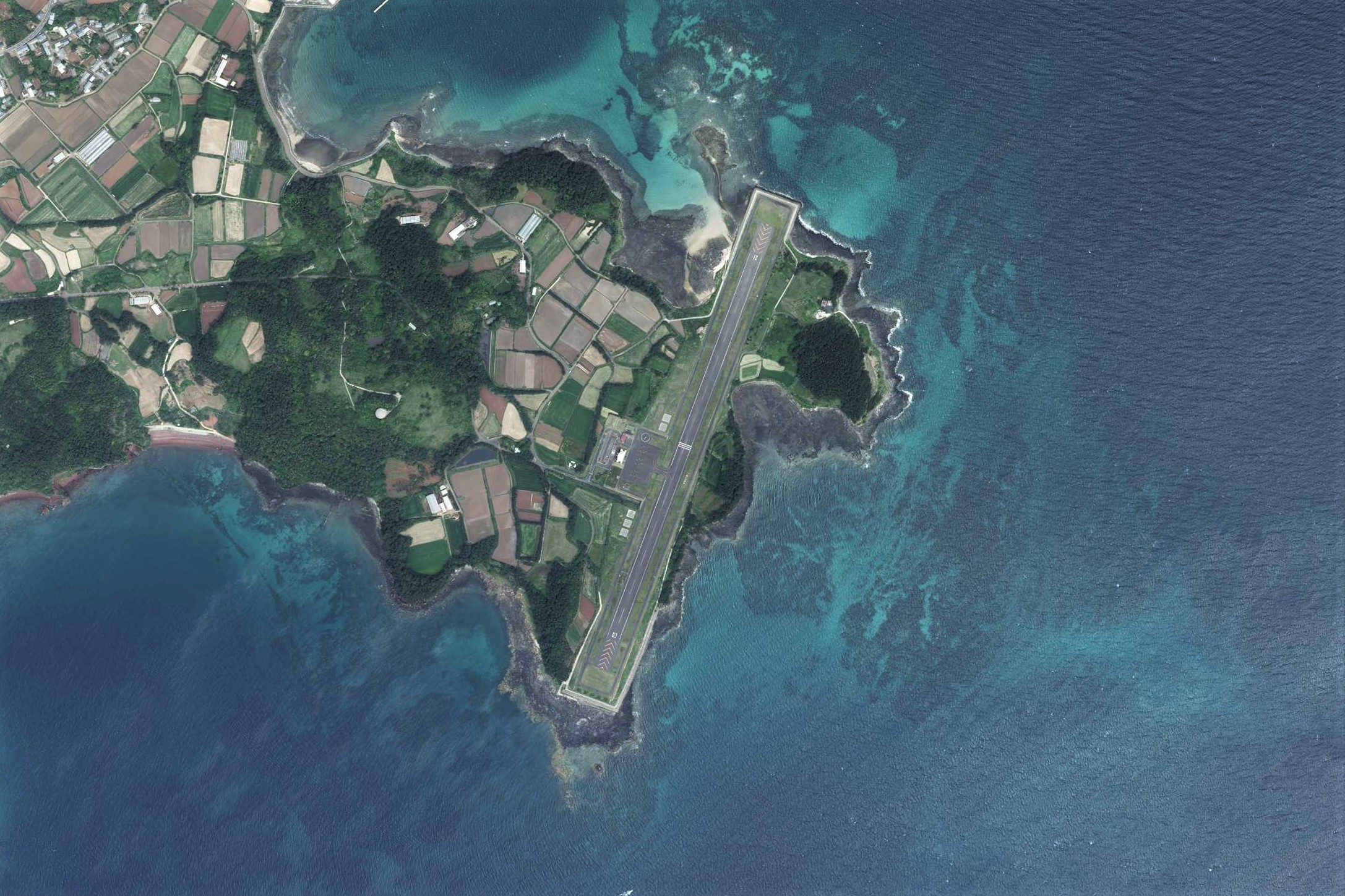
空港空撮（2014年）
国土交通省 国土地理院 地図・空中写真閲覧サービスの空中写真を基に作成
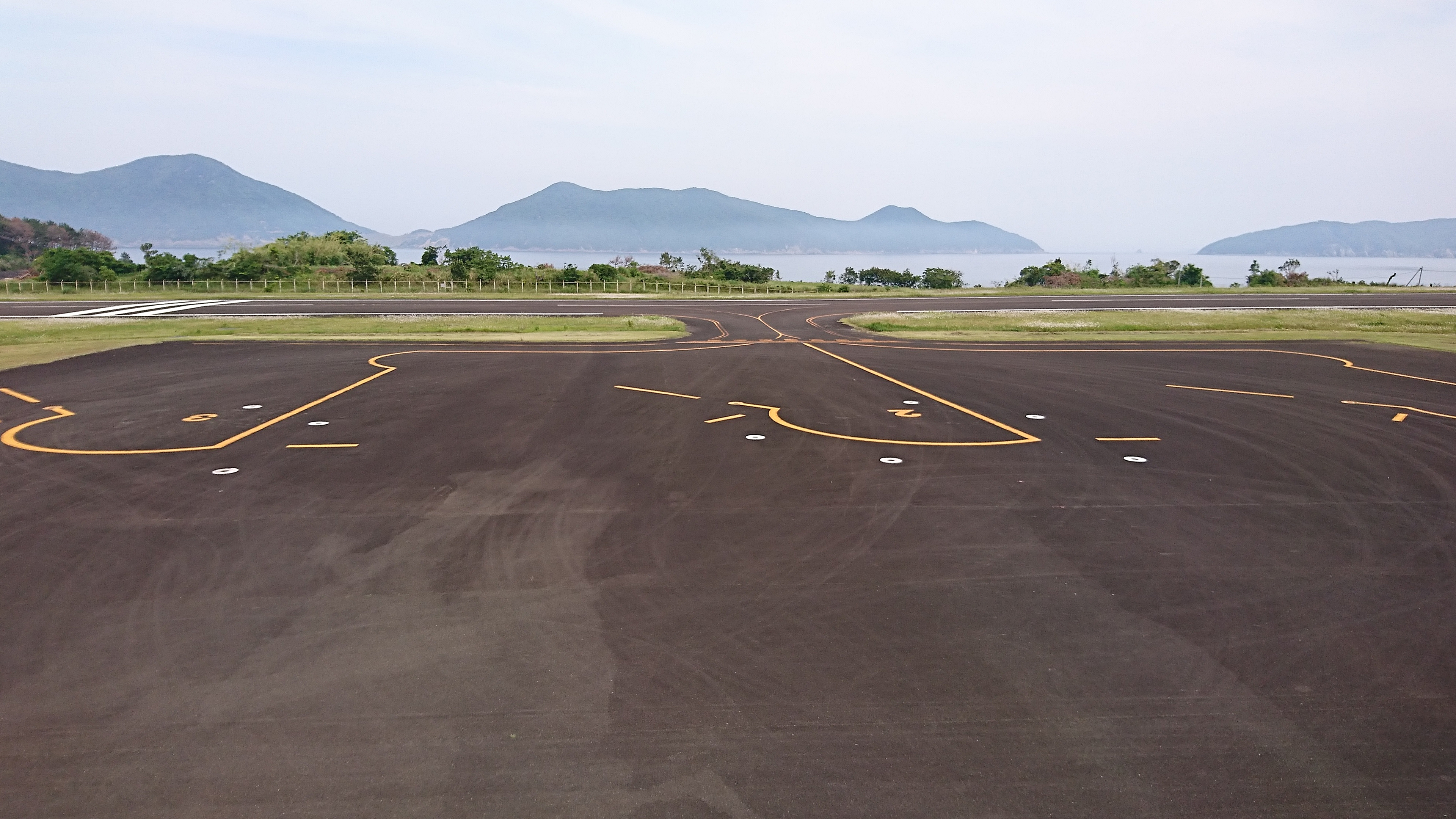
展望エリアから見た同空港エプロン（2019年）
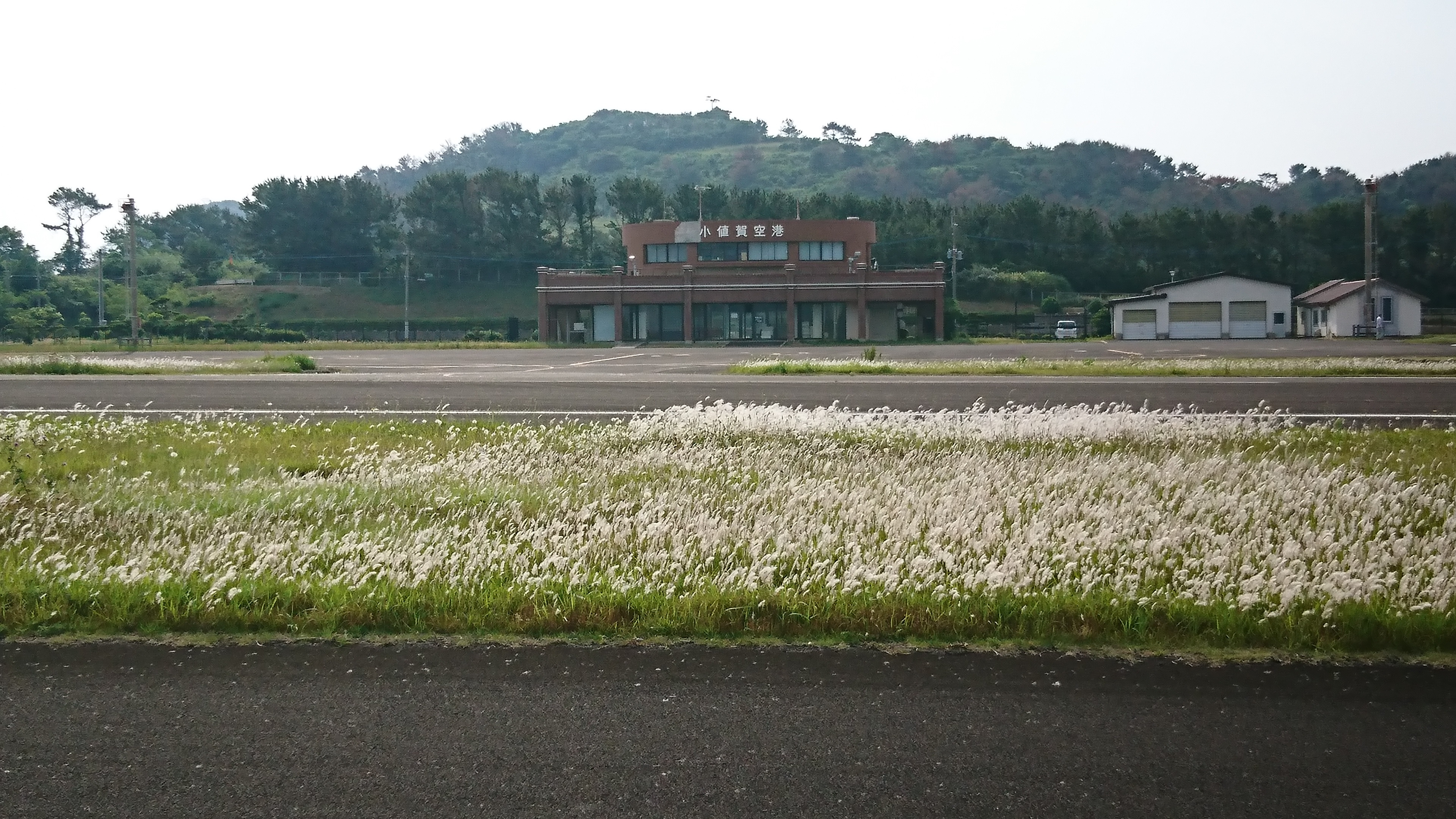
管理区域側から見た空港ターミナル（2019年）
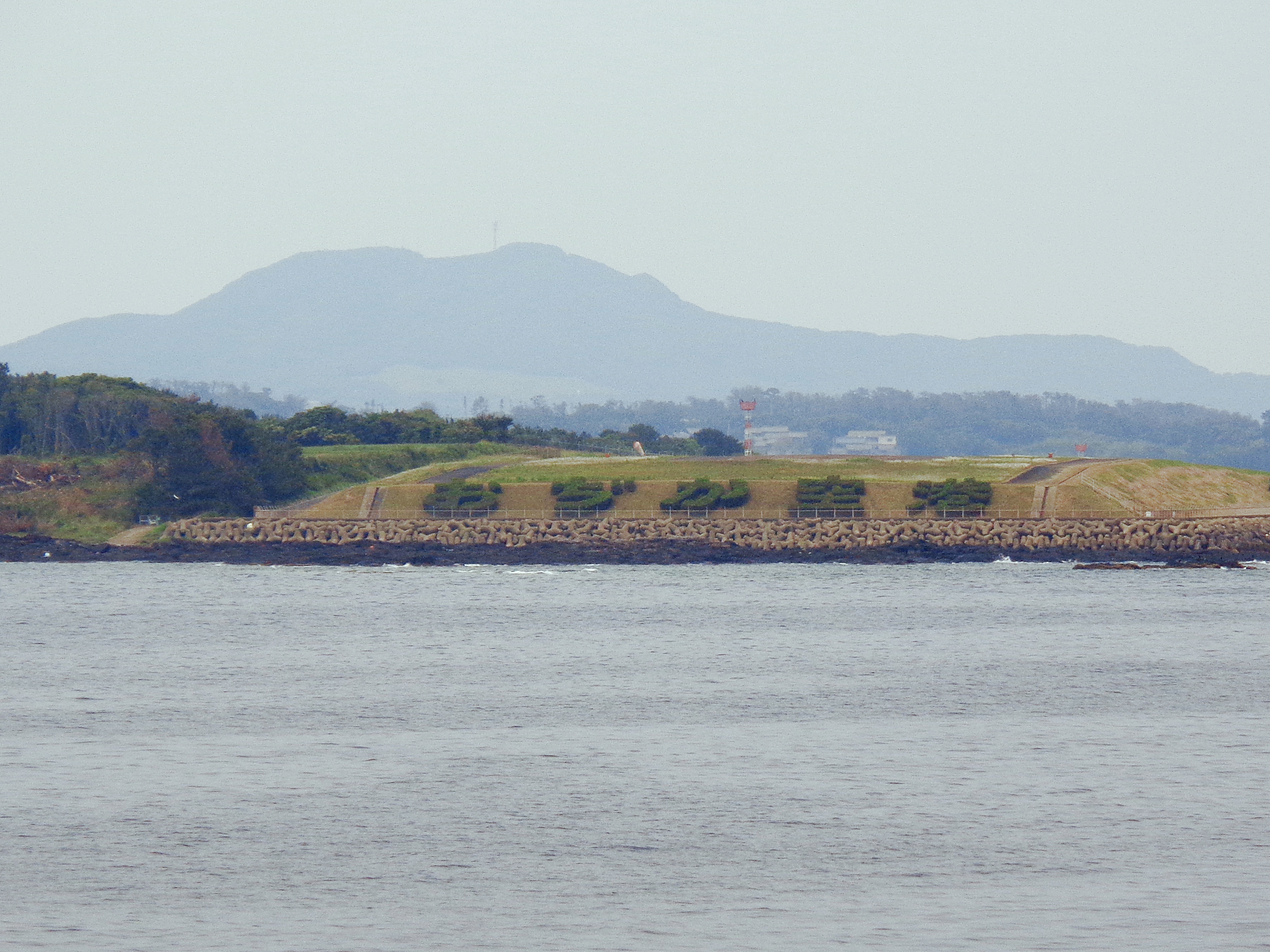
植栽が施された小値賀空港の埋立堰堤（2019年）